# Неветленфолу
Неветленфолу (укр. Неветленфолу, венг. Nevetlenfalu) — село в Пийтерфолвовской общине Закарпатской области Украины.
Население по переписи 2001 года составляло 1632 человека. Почтовый индекс — 90365. Телефонный код — 03141. Занимает площадь 4,591 км². Код КОАТУУ — 2121282401.
Название Неветленфолу переводится с венгерского как «Безымянное село». Легенда объясняет такое название тем, что предыдущее было непристойным и его сменили. Также было известно как Диакфолво, Дьякфолво и Дяково. Название Дяково носит и близлежащий пункт пропуска на украинско-румынской границе.

## История
В 2000 г. селу возвращено историческое название.

## Местный совет
90365, с. Неветленфолу, вул. Фогодо, 36